# Luis Enríquez de Guzmán
Luis Enríquez de Guzmán (mayo 1596 -12 de marzo de 1667) fue un noble y político español que desempeñó los cargos de XXI virrey de Nueva España y XVII virrey del Perú.

## Orígenes
Nació en mayo de 1596, siendo hijo de Luis Enríquez de Almansa y Rojas (hijo de Juan Enríquez de Almansa, II marqués de Alcañices), conde de Almansa y de conde de Villaflor, y de Juana Ignacia Quaresma Peçanha, hija de Manuel Quaresma, veedor de la hacienda real de Sebastián I de Portugal y del Consejo de Estado del Reino de Portugal.
Fue segundo conde de Villaflor, IX conde de Alba de Liste, grande de España, señor de las villas de Garrovillas, Membibre y Castrocalbón, alférez y alguacil mayor de Zamora y posteriormente alcaide perpetuo de las torres y fortalezas de dicha ciudad, alcaide y escribano mayor de rentas de Sacas, y caballero y comendador de la Orden de Calatrava.

## Virrey de Nueva España
El 28 de mayo de 1649 fue nombrado Virrey de Nueva España, tomando posesión del gobierno el 13 de junio de 1650 y se mantuvo en el cargo hasta el 15 de agosto de 1653.
Durante su gobierno las pestes diezmaron la población indígena, logró sanear la Hacienda Real y aprovechar la bonanza económica impulsando en Nueva España la explotación minera. Se establecieron los rasgos de las grandes haciendas, la concentración de las funciones de justicia y policía locales. En 1655 Intentó socorrer sin éxito la isla de Jamaica, que cayó en poder de los ingleses, y reprimió la sublevación de los indios tarahumaras, al norte del virreinato, que se habían rebelado a causa de los abusos de los colonos y habían asesinado a misioneros franciscanos y jesuitas, y saqueado algunas poblaciones.
Fue promovido al Virreinato del Perú el 22 de febrero de 1653, aunque se demoró dos años en ocupar su nuevo cargo, y se embarcó en Acapulco en diciembre de 1654.

## Virrey del Perú
Llegó a Paita el 3 de enero de 1655, donde recibió la noticia de la pérdida de la nao capitana de la Armada del Sur en un naufragio, con 600 hombres y seis millones de pesos en oro y plata. Hizo su entrada oficial en Lima el 24 de febrero del mismo año, y la primera orden recibida fue la de enviar a España un millón de pesos.
Durante su gobierno, en el mediodía del 13 de noviembre tuvo lugar un terrible terremoto que estremeció Lima y destruyó Callao, causando grandes daños materiales y humanos. Pasó grandes apuros para mitigar el desastre y conseguir devolver todo a la normalidad. Afrontó y redujo la sublevación iniciada en Tucumán por Pedro Bohórquez, combatió a los mapuches, quienes saquearon Valdivia y Concepción, y se descubrieron en 1657 los minerales de Laicacota, cuya explotación originó el auge de Puno.
En colaboración con el cosmografo mayor Francisco Ruiz Lozano y Juan Ramón Koenig, fundó la Academia Real de Náutica de Lima el 22 de diciembre de 1657, para la instrucción de los pilotos de la Mar del Sur, y proyectó la derogación de la institución de la mita, fuente de excesos contra los indios y de su permanente malestar.
Tuvo constantes desavenencias con la iglesia católica en general y con el arzobispo de Lima, Pedro de Villagómez en particular, por cuestiones de jurisdicción y preeminencias, y llegó a tener dificultades con los ministros de la Inquisición y con el tribunal de la Santa Cruzada. Sus disputas eclesiásticas se originaron por un libro que siempre le acompañaba, que estaba escrito por el holandés Guillermo Lombardo. Los problemas ocasionados llegaron a tal punto que un día tuvo que abandonar la misa ante una lluvia de insultos, siendo calificado como el Virrey hereje.
Una vez finalizado su gobierno, el 31 de julio de 1661 entregó el bastón de mando a su sobrino Diego IV de Benavides y de la Cueva, VIII conde de Santisteban del Puerto y I marqués de Solera, y permaneció en Lima hasta la resolución de su juicio de residencia, que siendo favorable regresó a España el 2 de diciembre de 1662, donde falleció el 12 de marzo de 1667.
| Predecesor: Marcos de Torres y Rueda      | Virrey de la Nueva España 1650-1653 | Sucesor: Francisco Fernández de la Cueva     |
| Predecesor: García Sarmiento de Sotomayor | Virrey del Perú 1655-1661           | Sucesor: Diego IV de Benavides y de la Cueva |